# Рим аль-Ібрагімі
Принцеса Рим Алі (уроджена Рим Брагімі; народилася в 1969 році) — алжирська дружина принца Йорданії Алі бін Хусейна, за якого вона вийшла заміж 7 вересня 2004 року.

## Раннє життя
Вона є донькою Лахдара Брагімі, колишнього міністра закордонних справ Алжиру та високопосадовця ООН, та Міли Бачич, яка має наполовину хорватське та наполовину вірменське походження. Вона виросла у Великобританії та Алжирі, а освіту здобула у Франції та Сполучених Штатах.

## Освіта
- Бакалавр географії та ступінь магістра англійської літератури в Університеті Сорбонна в Парижі — закінчила з відзнакою в 1990 році
- Ма[ <span title="This claim needs references to reliable sources. (November 2016)">потрібна цитата</span> ]гістр політичних наук в Інституті політичних досліджень Парижа в 1991 році[4]
- Ступінь магістра у Вищій школі журналістики, зосереджена на міжнародному репортажі — Колумбійський університет у 1994 році[5]

## Кар'єра
До того, як вийти заміж за принца Алі, принцеса Рим багато працювала на міжнародні мовники, включаючи CNN, де вона почала працювати продюсером у 1998 році, а пізніше працювала кореспондентом у Багдаді з 2001 по 2004 рік. Вона створила своє портфоліо, працюючи на BBC, Dubai TV, Bloomberg TV, Radio Monte-Carlo Moyen-Orient і United Press International -UPI.
З липня 2005 року вона була виконавчим комісаром Королівської кінокомісії Йорданії. Вона засновниця Jordan Media Institute (JMI), некомерційної установи, метою якої є заснування арабського центру передового досвіду журналістської освіти з магістерською програмою в її основі та паралельними навчальними модулями. Вона також є президентом Амманського міжнародного кінофестивалю «AIFF» Awal Film з 2017 року.

## Нагороди та відзнаки

### Національні
- Йорданія
  - Великий Кордон Ордену зірки Йорданії[10]

### Відзнаки
- Франція: Кавалер ордена Почесного легіону (20 вересня 2011)[11]
- Норвегія: Великий хрест Королівського норвезького ордена «За заслуги» (2 березня 2020 р.)[12]
- Португалія: Великий офіцер ордена принца Генріха (5 квітня 2018 р.)[13]
- Швеція: Член Великого Хреста Ордена Полярної Зірки (15 листопада 2022 р.)[14]

### Нагороди
- У квітні 2011 року принцеса Рим Алі отримала престижну нагороду від Школи журналістики Колумбійського університету. Нагороди випускників вручаються щорічно за видатну журналістську кар'єру, видатні журналістські досягнення або помітний внесок у журналістську освіту.
- У липні 2011 року була удостоєна нагороди «Найкращий міжнародний журналіст» на 32-й церемонії вручення міжнародної журналістської премії Ischia, однієї з найпрестижніших журналістських нагород в Італії.[15]
- У жовтні 2012 року вона отримала нагороду Global Thinkers Forum 2012 за видатні досягнення в медіа за виняткову роботу з Jordan Media Institute (JMI).
- У листопаді 2013 року вона отримала ступінь почесного доктора літератури Університету Ковентрі Сполученого Королівства за її внесок у сферу журналістики та медіа, а також її роль у створенні Йорданського інституту медіа (JMI).[16]
- У листопаді 2017 року America Abroad Media присудила свою щорічну премію принцесі Рим Алі за її важливу роль у медіа на 5-й щорічній церемонії вручення премії «Сила кіно» у Вашингтоні, округ Колумбія. Нагорода вшановує лідерів, чия робота є прикладом можливості ЗМІ інформувати, навчати та розширювати можливості.[17]

## Особисте життя
Вона та принц Алі живуть в Аммані з двома дітьми принцесою Джалілою бін Алі та принцом Абдаллою бін Алі.